# Ariel (marque)
Pour les articles homonymes, voir Ariel.
Ariel est une marque de lessive britannique fondée en 1967 et appartenant à la multinationale américaine Procter & Gamble.

## Histoire
Procter & Gamble met au point la lessive Ariel dans son centre technique européen, situé à Bruxelles. Le produit, qui contient notamment des enzymes, est commercialisé pour la première fois sous la marque Ariel en 1967. L'année suivante, il fait son apparition sur le marché français.
Une « nouvelle formule », lancée en 1981, permet de réduire les températures de lavage. Au cours des années 1980, Procter & Gamble met en vente de nouvelles déclinaisons, dont Ariel Liquide, Ariel Color et Ariel Ultra, une lessive en poudre dite « compacte ». Ariel Ultra Liquide est commercialisée au début des années 1990. Cette dernière répond à la sortie de Skip Micro Liquide du concurrent Unilever. En 1994, Ariel est la marque no 1 en France avec une part de marché de 35 %.

## Logo
Le logo utilise le symbole du tourbillon atomique, une représentation erronée d'un atome avec les orbites jaune, verte et bleu de trois électrons. Elle se base le modèle atomique de Rutherford de 1911, qui imaginait l'atome sur le structure sur système solaire. C'est un symbole de la science, en référence aux innovations de la marque de lessive.